# Piz Arlos
Der Piz Arlos ⓘ ist ein Berg im Kanton Graubünden in der Schweiz mit einer Höhe von 2696,6 m ü. M. und liegt südlich von Savognin sowie westlich von Rona. Die Erhebung befindet sich auf dem Nordgrat des Piz Arblatsch (3203 m ü. M.), 2,64 km nordnordöstlich des Gipfels. Der Piz Arlos ist nicht der höchste Punkt des Grates, Richtung Norden sinkt der Grat jedoch kontinuierlich ab. Die nördlich des Piz Arlos liegende Furschela digl Arlos (P. 2420.8 auf der Landeskarte) bildet den Endpunkt des Grates. Auf dem Verbindungsgrat zum Piz Arblatsch befindet sich südlich vom Piz Arlos bei P. 2863 auf der Landeskarte ein altes Kreuz und ein Gipfelbuch. Alle drei Graterhebungen bieten eine vorzügliche Aussicht auf die verschiedenen Dörfer im Kessel von Savognin, auf die gegenüberliegenden Südwände der Bergüner Stöcke (Piz Mitgel, Tinzenhorn und Piz Ela) und auf die Piz d’Err-Gruppe. Schon die Furschela digl Arlos ist ein lohnendes Ausflugsziel, das auch im Winter bisweilen von Rona aus mit Ski erreicht wird.

## Lage und Umgebung
Der Piz Arlos gehört zum Forbesch-Arblatsch-Massiv, einer Untergruppe der Oberhalbsteiner Alpen. Der Gipfel befindet sich komplett auf Gemeindegebiet von Surses.
Zu den Nachbargipfeln gehören der Piz Spegnas, der Piz Arblatsch und der Piz Mez.
Talorte sind Rona, Tinizong und Savognin. Häufiger Ausgangspunkt ist das Ende der Strasse bei Tarvisch.

## Routen zum Gipfel

### Über Tscharnoz
- Ausgangspunkt: Savognin (1207 m) oder Punkt 1803 an der Strasse nach Tarvisch
- Schwierigkeit: EB
- Zeitaufwand: 4¼ Stunden von Savognin oder 2¼ Stunden von der Strasse nach Tarvisch (bis zur Furschela digl Arlos jeweils ¾ Stunden weniger)

## Galerie

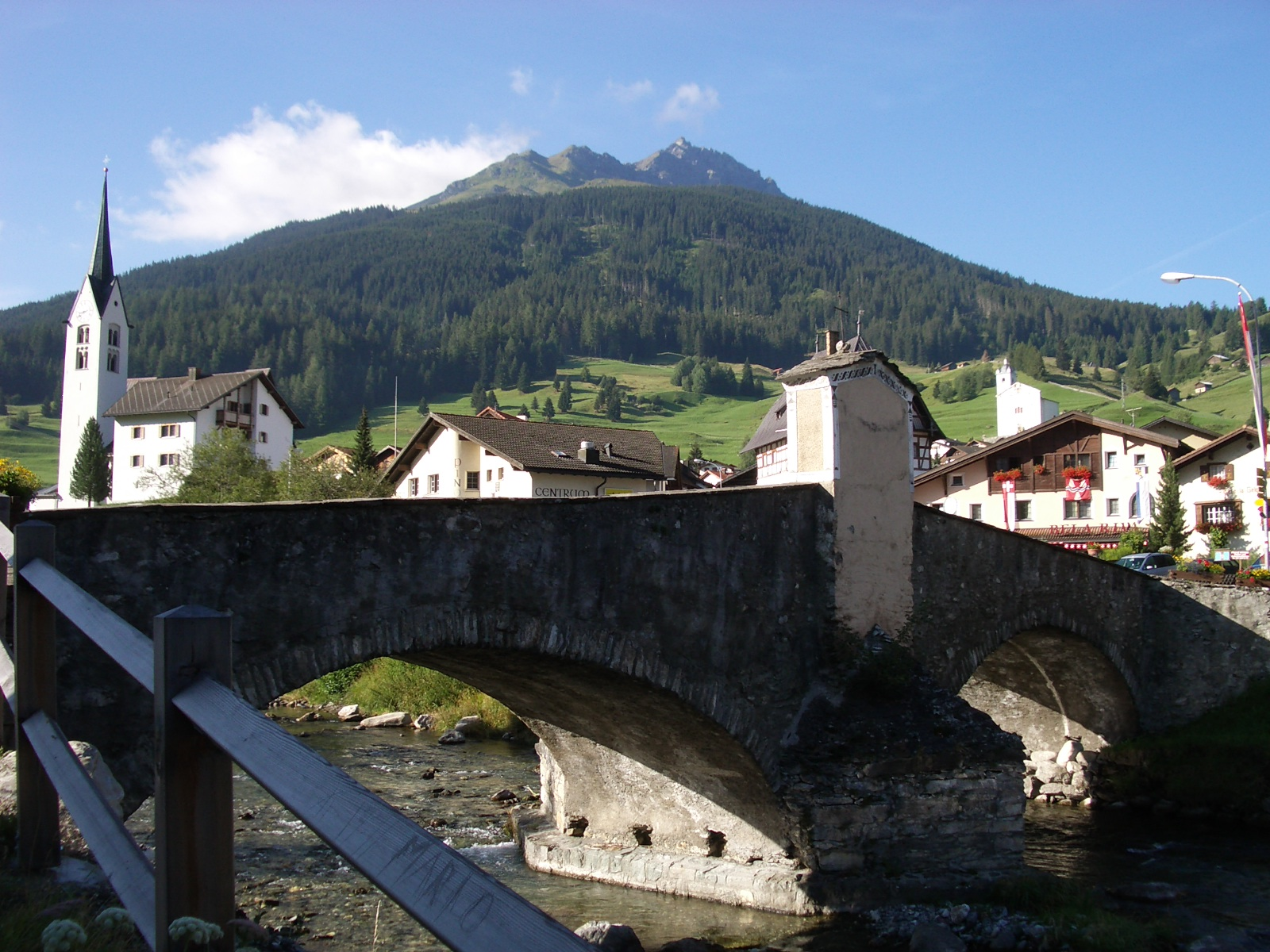
Die Brücke "Punt Crap" in Savognin, im Hintergrund der Piz Arlos
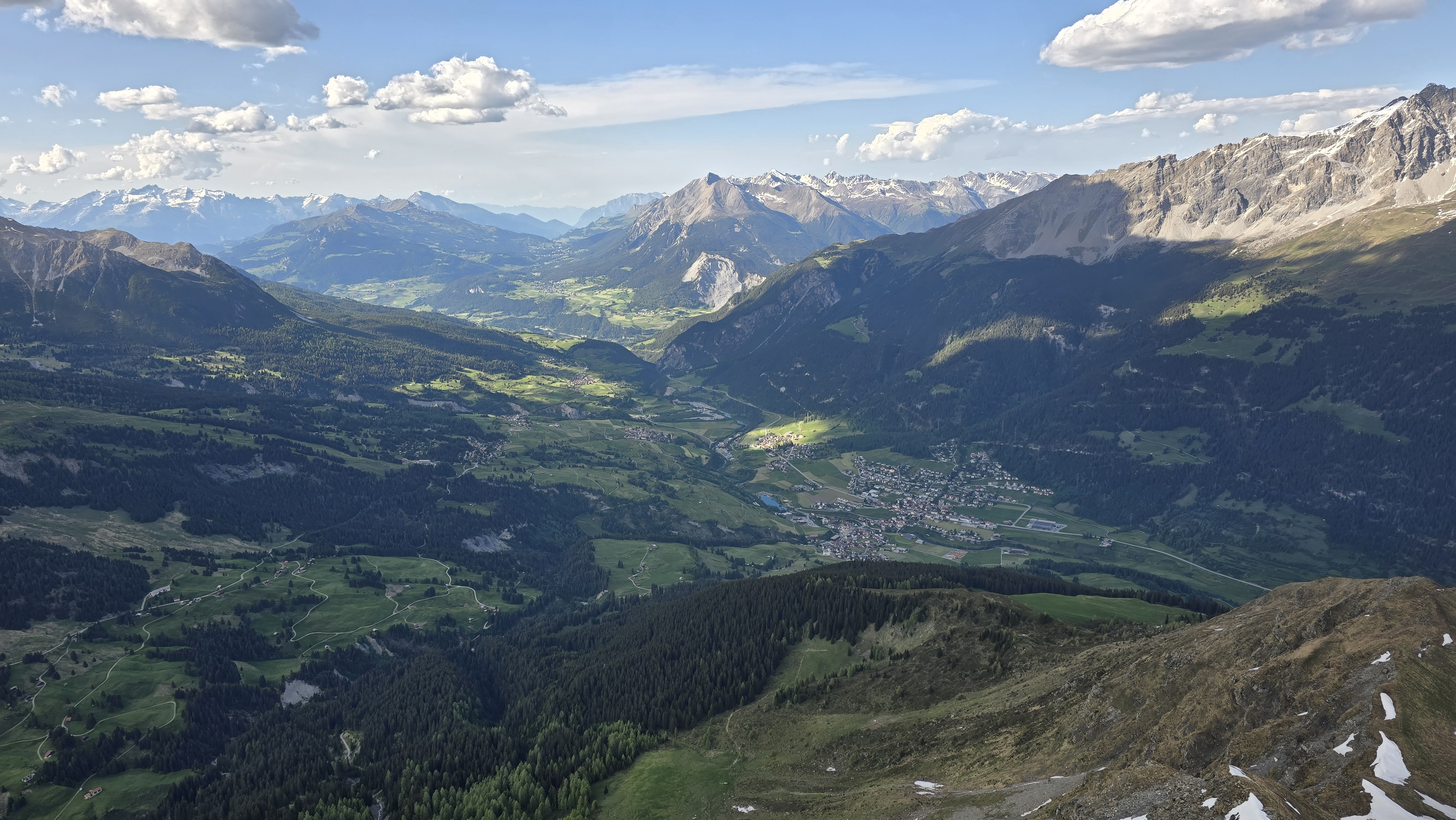
Blick nach Lenzerheide/Lai (im Hintergrund) und Sotgôt mit Savognin, Cunter, Riom, Parsonz, Tigignas und Salouf
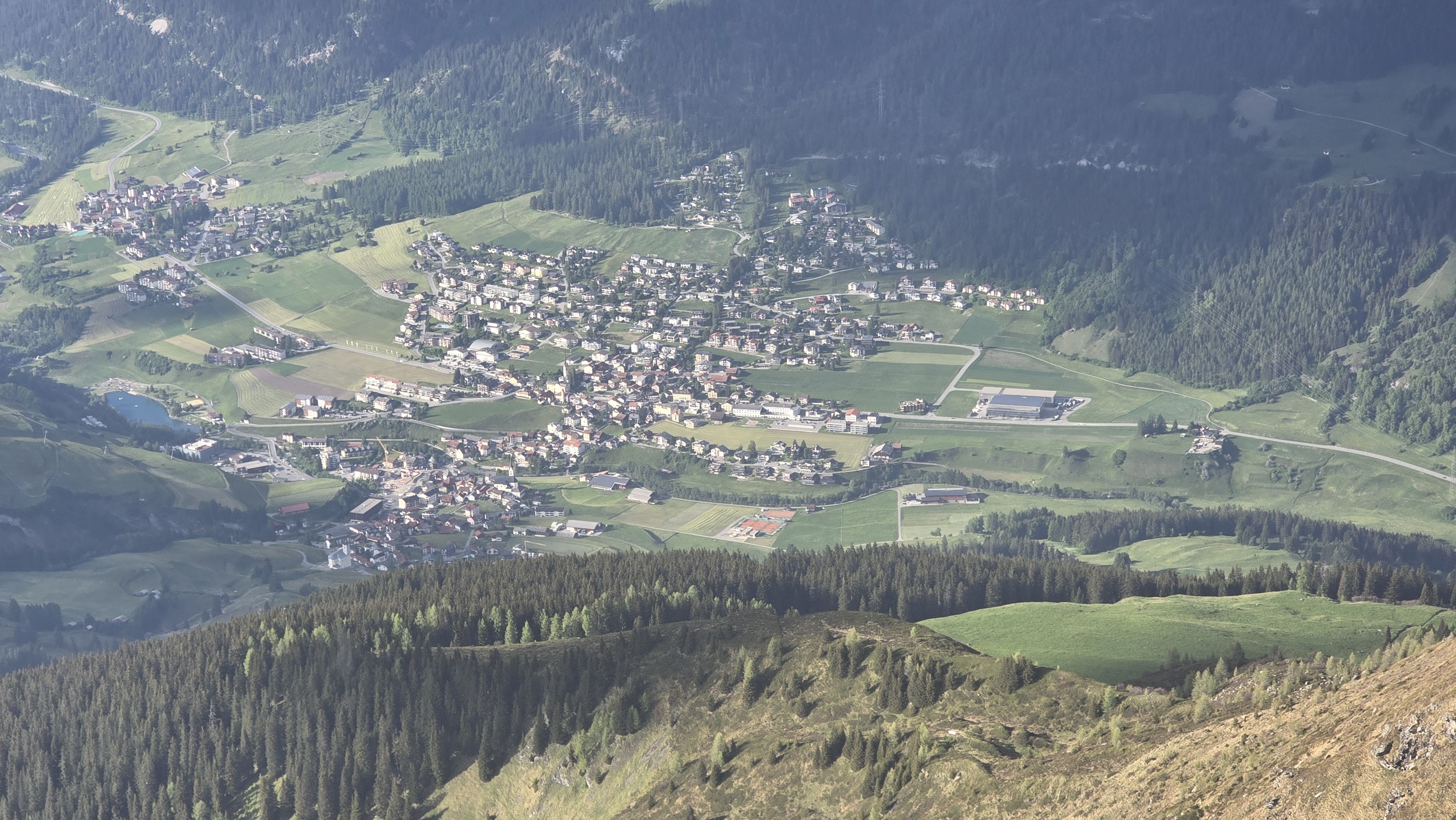
Blick hinunter nach Savognin
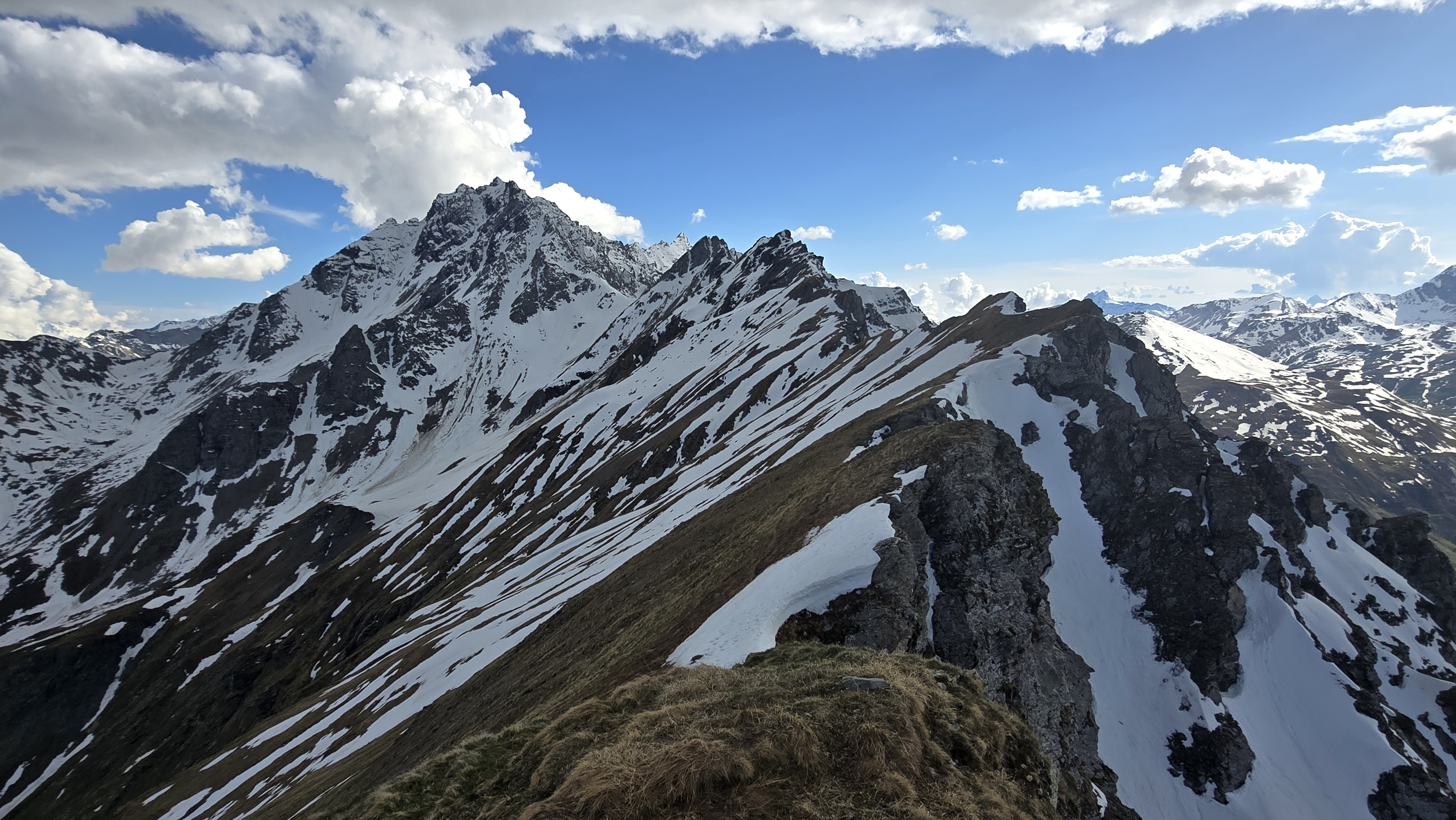
Grat zwischen Piz Arlos und Piz Arblatsch (links)
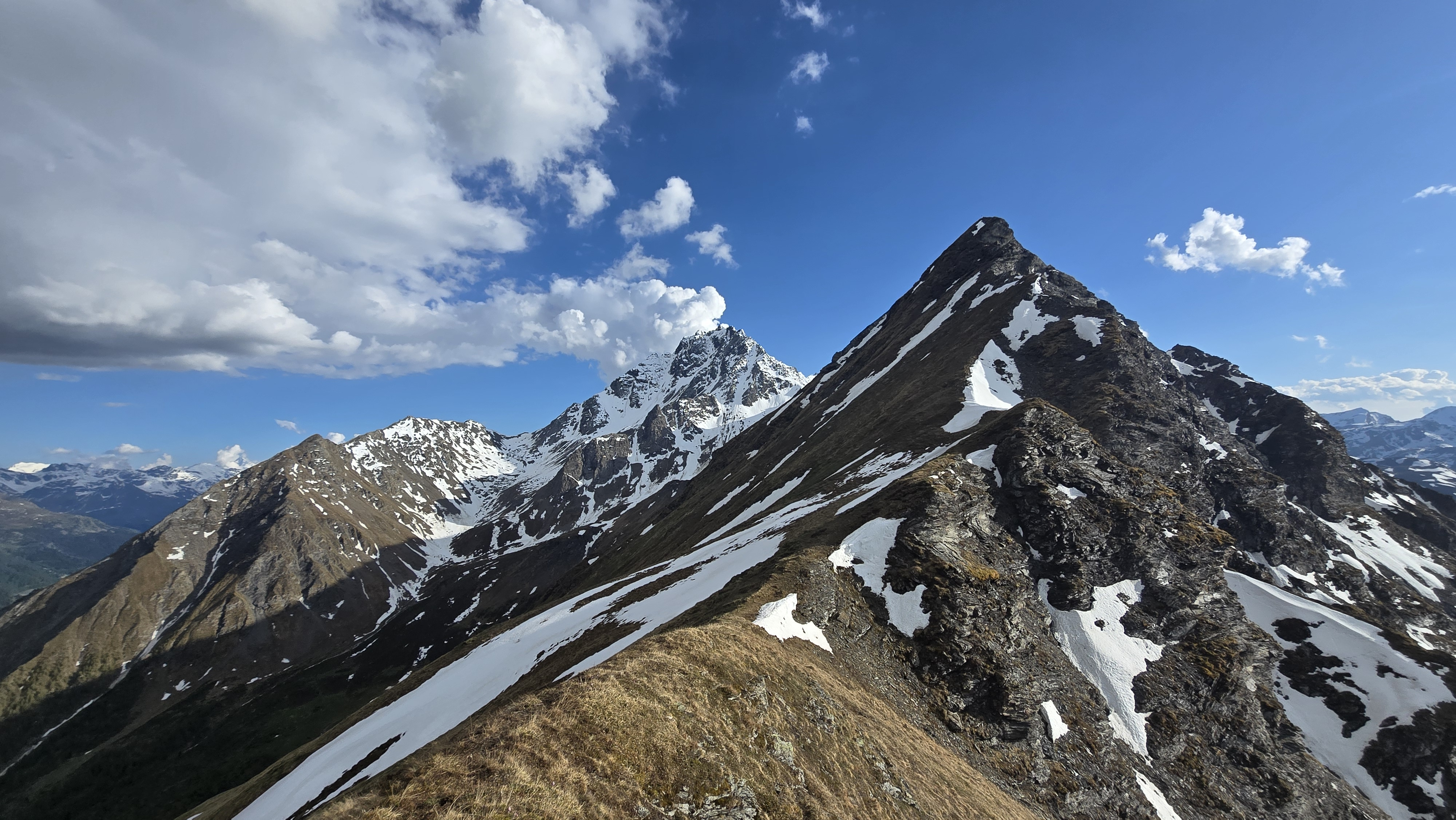
Piz Arlos und Piz Arblatsch im Hintergrund